# Second Livre des amours

Le Second Livre des amours est un recueil de poèmes de Pierre de Ronsard publié en 1556 et réédité en 1578. Il est parfois dénommé Amours de Marie car le poète était alors l'amant d'une jeune paysanne, Marie Dupin, dont le vrai nom était Marie Guyet.
L'édition des Amours de Marie du Mercure de France (1897) ajoute, au Second Livre des amours, les poèmes Sur la mort de Marie.